# Онур Булут
Онур Булут (тур. Onur Bulut, нар. 16 квітня 1994, Вердоль, Німеччина) — турецький футболіст, фланговий захисник клубу «Бешикташ» та національної збірної Туреччини.

## Ігрова кар'єра

### Клубна
Онур Булут народився у Німеччині і займатися футболом почав в академії німецького клуба «Бохум», у складі якого був заявлений у Другій Бундеслізі з 2011 року. Для набору ігрової практики футболіст грав у дублі «Бохума» у Регіональній Бундеслізі.
Перед початком сезону 2016/17 Булут перейшов до клубу «Фрайбург» і вже в серпні 2016 року дебютував у матчах Бундесліги. У січні 2018 року футболіст підписав контракт на рри з половиною роки з клубом «Айнтрахт» з Брауншвейга. Але на передсезонних зборах влітку 2019 року футболіста було дискваліфіковано і він змушений був залишити німецький клуб.
Булут повернувся на історичну батьківщину — до Туреччини, де підписав трирічний контракт з клубом Суперліги «Аланіяспор». Де грав до літа 2021 року. Коли на правах вільного агента приєднався до клубу «Кайсеріспор».

### Збірна
У вересні 2022 року Онур Булут отримав виклик до національної збірної Туреччини на матчі Ліги націй. Але дебютний матч у першій збірній футболіст провів у листопаді 2022 року, коли вийшов з перших хвилин на товариську гру проти команди Чехії.

## Статистика виступів

### Статистика виступів за збірну
Станом на 12 вересня 2023 року
| Дата       | Місто     | Господарі | Результат | Гості     | Турнір            | Голи | Примітки |
| ---------- | --------- | --------- | --------- | --------- | ----------------- | ---- | -------- |
| 19-11-2022 | Газіантеп | Туреччина | 2 – 1     | Чехія     | товариський матч  | -    |          |
| 25-3-2023  | Єреван    | Вірменія  | 1 – 2     | Туреччина | Відбір до ЧЄ 2024 | -    | 42'      |
| 8-9-2023   | Ескішехір | Туреччина | 1 – 1     | Вірменія  | Відбір до ЧЄ 2024 | -    | 72'      |
| 12-9-2023  | Генк      | Японія    | 4 – 2     | Туреччина | товариський матч  | -    |          |
| Усього     |           | Матчів    | 4         |           | Голів             | 0    |          |

## Титули і досягнення
- Володар Кубка Туреччини (1):

«Бешикташ»: 2023–24
- Володар Суперкубка Туреччини (1):

«Бешикташ»: 2024